# Sreten Stojanović
Sreten Stojanović - en serbio: Сретен Стојановић- fue uno de los escultores más destacados de Bosnia y Serbia del siglo XX, nacido el año 1898 en Prijedor y fallecido el 1960 en Belgrado.

## Datos biográficos

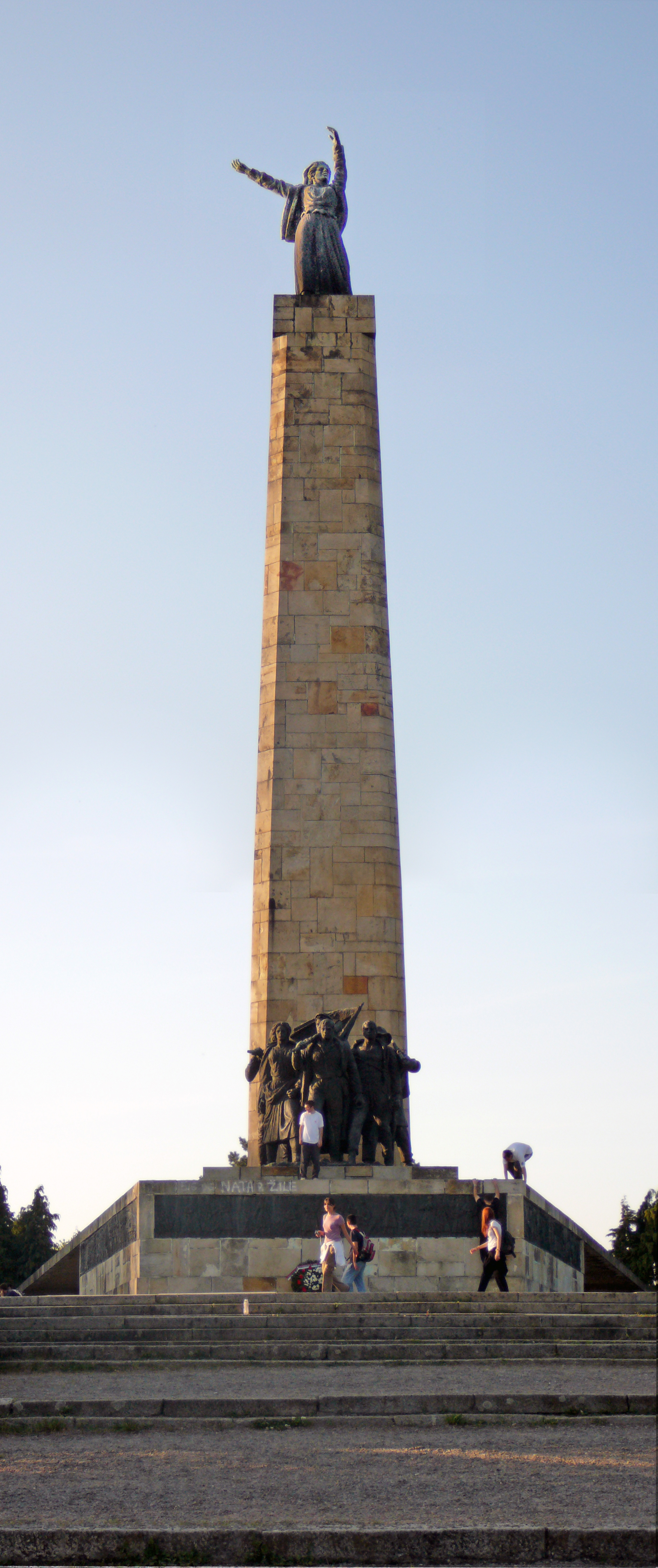
Monumento Sloboda

Nació en 1898 en Prijedor en Bosnia-Herzegovina , en el seno de una familia de sacerdotes ortodoxos que "predicaron la fe para la resistencia de las personas y que imaginaba que Rusia era algo nuestro o más hermosa, más grande, más ortodoxos, más cerca de Dios y más poderoso que cualquier cosa que haya sido turcos o alemanes", como escribió en su autobiografía. Heredó de su patriarcal familia la firmeza y la estabilidad, de la gente que creció en esa misma tierra y pasó toda su vida arraigado, irreductible y sin cambios en los principios morales más profundos. Perteneció al Movimiento Joven Bosnia , como alumno infantil de la escuela secundaria de la Tuzla, por lo que fue condenado a 10 años de prisión. También participó brevemente en la defensa de los intereses nacionales al final de la Primera Guerra Mundial . En Viena , estudió escultura y al principio de la década de 1920 disfrutó de una turbulenta vida bohemia en París , donde también se dedicó a estudiar con Antoine Bourdelle. Con Dragiša Vasić y Vladislav Ribnikar viajó a través de la Unión Soviética en 1927 . Después de la Segunda Guerra Mundial fue un dinámico activista social y cultural .
Stojanovic se convirtió en escultor después de estudiar, primero en Viena a principios de 1918, y más tarde en París . Recibió su beca del Dr. Djurica Djordjević y su esposa Krista, a quien conoció y con quien después hizo amistad. Ellos fueron grandes defensores del arte moderno en el periodo de entreguerras en Yugoslavia y su casa se convirtió en uno de los lugares de encuentro más conocido de los artistas, escritores, jóvenes de izquierda, políticos e intelectuales. Entró a formar parte de los movimientos revolucionarios de Viena antes de la caída de la monarquía negro-amarilla. Envuelto en medio de acontecimientos sociales, regresó a Bosnia inmediatamente después del final de la guerra donde se dedicó a la creación de la primera Yugoslavia , con todos los logros políticos y penales, beligerancia y estado de ánimo revolucionario. Él comandó el comité y las tropas irregulares que establecieron el orden en una condición de anarquía total, justo antes de la llegada de las tropas regulares del ejército de liberación Alejandro Magno", que irrumpieron en esa época en Salónica.
En 1919, Stojanovic fue a París para seguir los mejores estudios de arte, que no sólo garantizaban la educación necesaria, sino también estrechos contactos con numerosos retos de la vida de y una estimulación creativa procedente de una de las mayores metrópolis europeas. Una dirección y la información de que los serbios se reunían en los cafés del Boulevard Saint-Michel fue suficiente para él, nos dice en su autobiografía, recordando su primer encuentro con el arte de la metrópoli de aquella época.
La más viva representación de Stojanovic y toda la atmósfera dominante en los círculos artísticos y las sociedades bohemias de París a finales de la segunda y el comienzo de la tercera década del siglo XX fue hecha por Lazar Trifunovic:

"Como hombre guapo y galante , con una blusa camisa y el traje negro de los oficiales , con un sombrero Borsalino de ala ancha, ha entrado pronto en el círculo de los bohemios de Montparnasse que residen cerca de los cafés de la Rotonda y la Cúpula, donde la gente no suele beber demasiado y gasta poco dinero, habla, reza, duerme la siesta, pasando el tiempo. Uno podría hacer amigos aquí, artistas conocidos y desconocidos , el confidente Ossip Zadkine con un perro, Tsuguharu Foujita con su peinado extraño y su amigo feo, la voluminosa Isadora Duncan, Shanna Orlow, Moïse Kisling, americanos locos y suecos borrachos , indios, suizos, rusos ... Montparnasse parecía una moderna Babilonia. Su vida y juventud satisfecha en abundancia. "

Otro crítico de la obra artística de Stojanovic describe el cambio que tuvo lugar después de sus estudios y al regresar a la patria:

"Después de trasladarse a Belgrado, la biografía de Sreten pierde el sentido de una historia feliz. Él serio y profesional, inicia la creación, estableciendo su primer taller de escultura, expone sus obras en exposiciones individuales y de grupo, participa muy activamente en la vida del arte, escribe crítica artística, publica dos libros, aparece en público con frecuencia y discute los problemas sociales o profesionales del momento, da conferencias populares sobre arte , forma una familia, viaja ... "

Durante la Segunda Guerra Mundial vivió en Belgrado con su familia y cuando terminó la guerra se enteró de que su hermano, el Dr. Mladen Stojanovic , había muerto. Su hermano era un legendario héroe nacional y una de las personas clave del movimiento guerrillero de Josip Broz Tito en el oeste de Bosnia . Tras la muerte de su hermano, Stojanovic se comprometió en muchas funciones. Fue presidente del Frente Nacional en Belgrado , comunero, secretario de la Asociación de Pintores de Yugoslavia , presidente de la Asociación de Pintores de Serbia , director de la Academia de Bellas Artes, editor de la revista "Art", miembro de la Academia Serbia de Artes y Ciencias en 1950, etc.
Murió en Belgrado en 1960, dejando tras de sí una de las más valiosas series de esculturas en el arte serbio del siglo XX. A Prijedor, su lugar de nacimiento, donó una parte importante de sus obras. Sus creaciones también pueden verse en la galería de Pavlo Beljanski en Novi Sad, el Museo Nacional y el Museo de arte moderno en Belgrado. En los edificios memoriales en Belgrado , Vojvodina , Montenegro y la República Srpska en Bosnia-Herzegovina hay algunas de sus composiciones monumentales más importantes.

## Galería

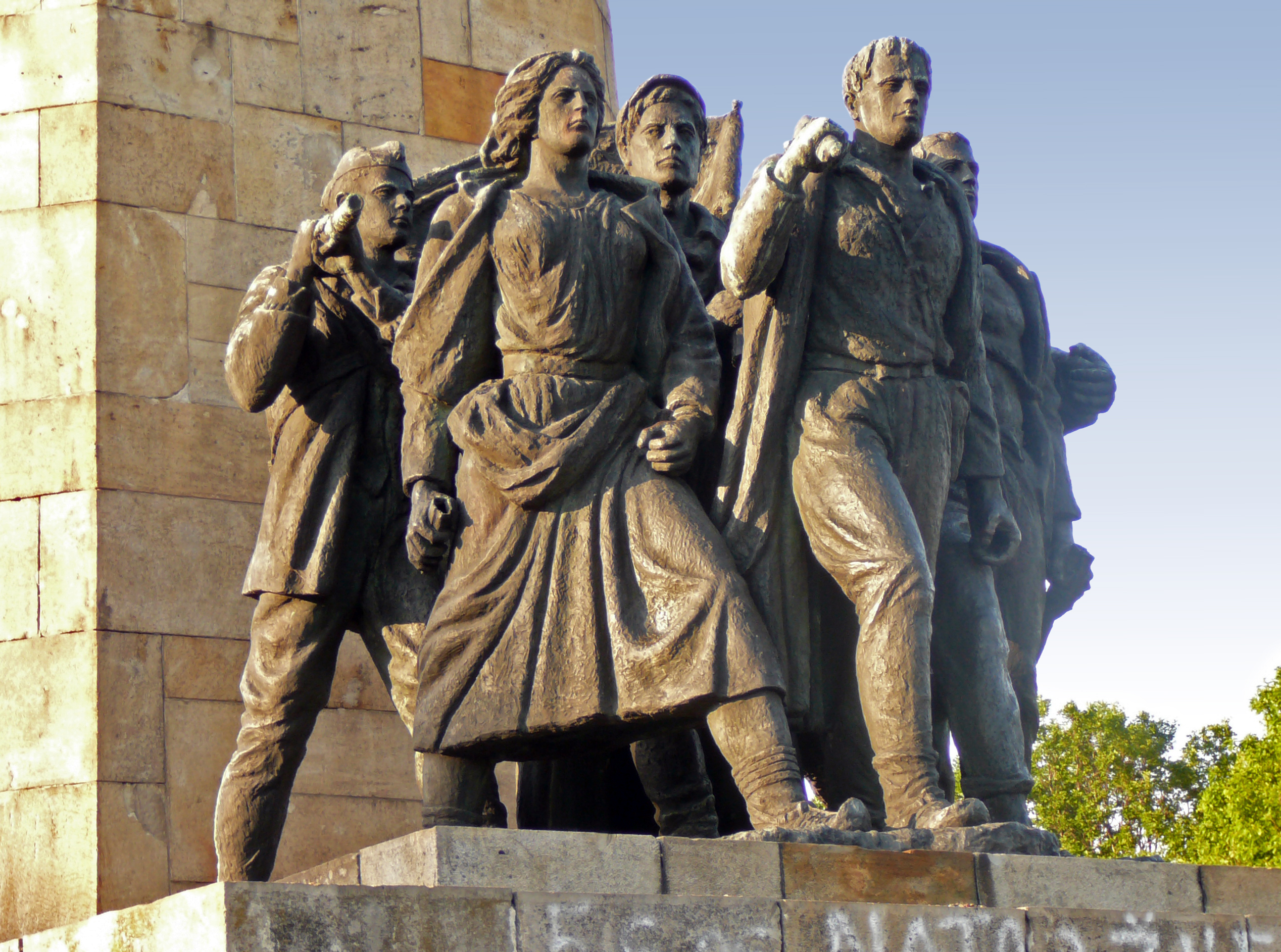
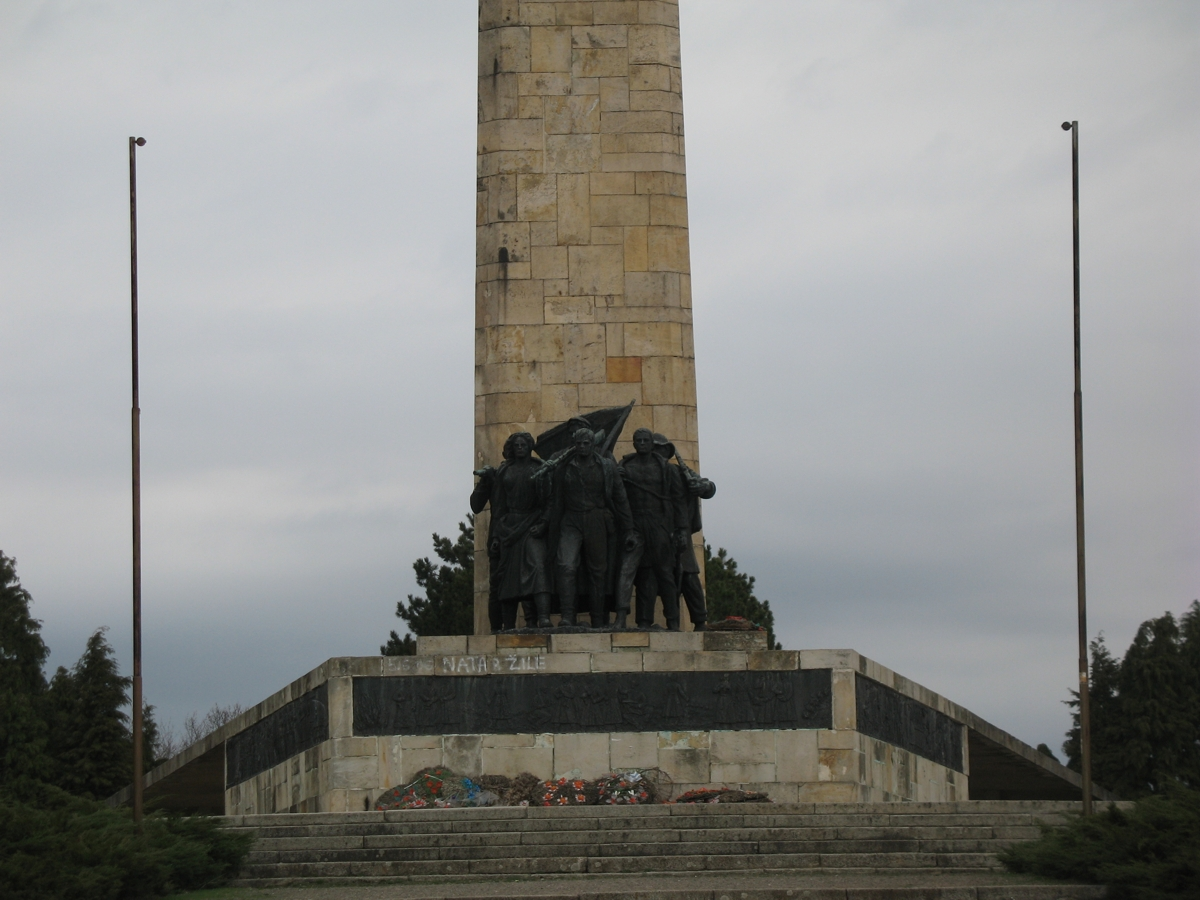
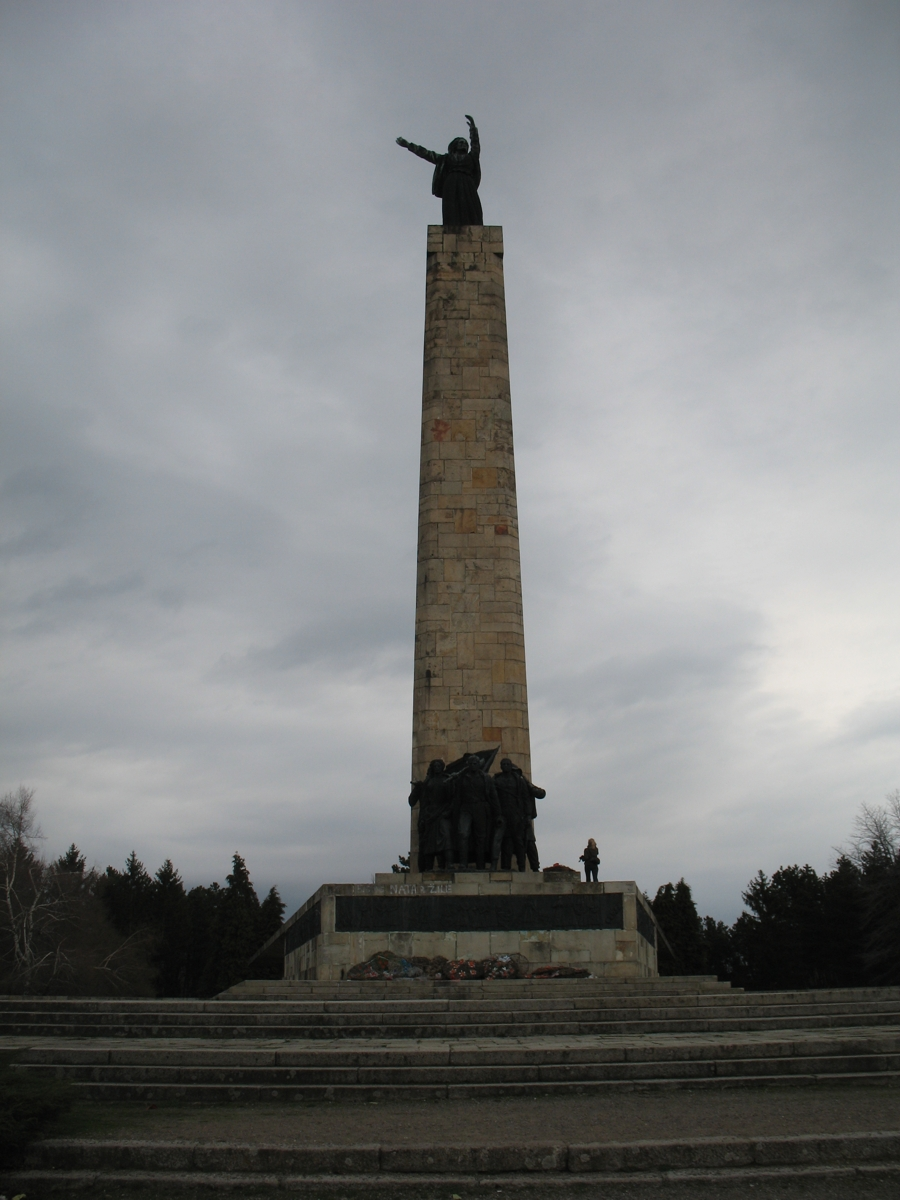
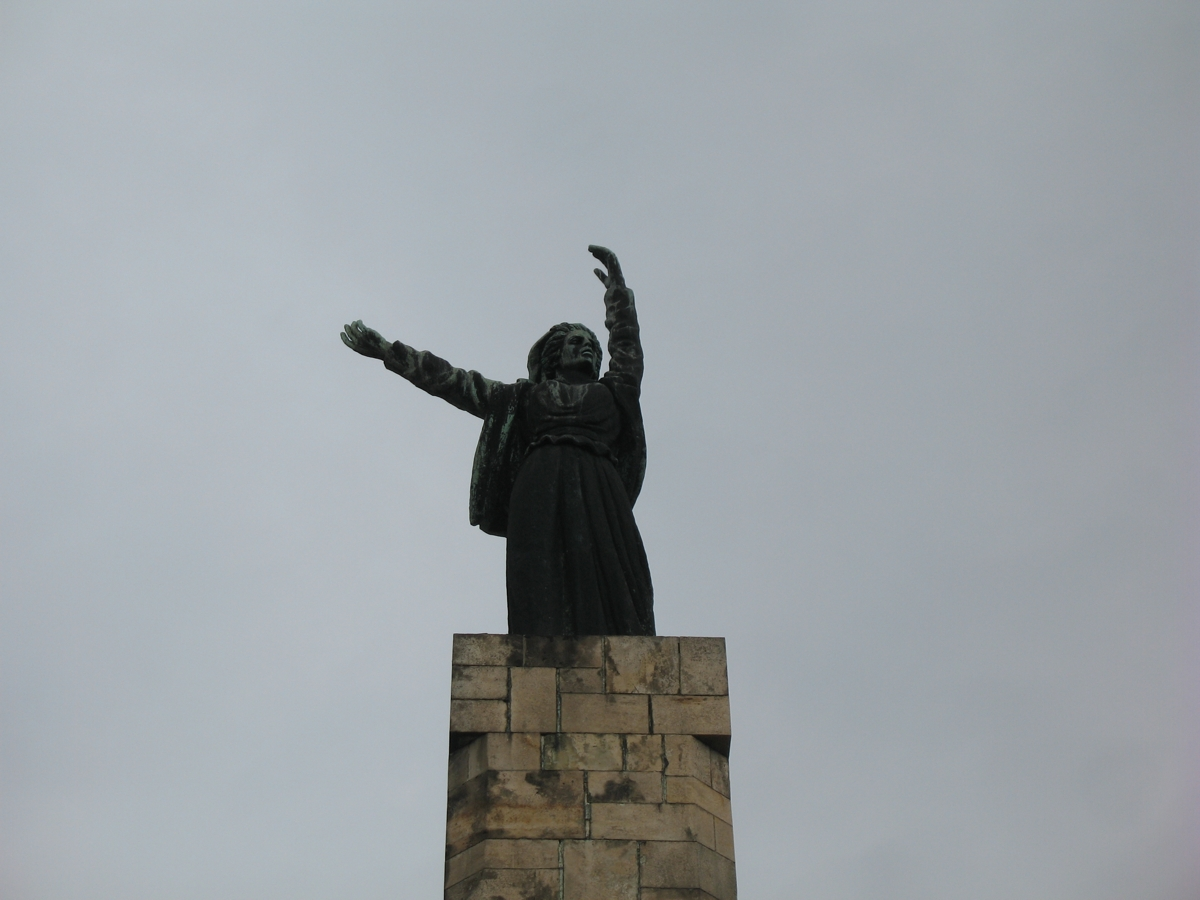